# Girl Friends (gruppo musicale)
Le Girl Friends sono un duo canoro K-Pop formato dalle amiche Yuri e Chae Rina. Le due hanno pubblicato due album, preceduti dal singolo Maybe I Love You, che hanno avuto un discreto successo.

## Storia
Sia Yuri che Chae Rina erano state precedentemente membri di alcuni gruppi sudcoreani di successo; per quanto riguarda la prima, aveva cantato nei Cool, gruppo con il quale avrebbe successivamente fatto una riunione; la seconda, invece, aveva fatto parte delle file di Roo'ra e Diva. Le due divennero amiche negli anni novanta, mentre si esibivano con i rispettivi gruppi, e pianificavano di formare un duo insieme da circa 10 anni. Quando si è creata l'occasione di formarlo realmente, sono stati discussi diversi nomi, tra cui Yurina, prima di decidere quello attuale di Girl Friends.
Il loro primo album, Another Myself, è stato pubblicato il 29 luglio 2006 e descritto come genere R&B. Preceduto dal singolo Maybe I Love You, l'album ha venduto 8 000 copie per la fine del mese di agosto.
Il secondo album del duo, Addict 2 Times, è stato pubblicato a distanza di circa un anno, nell'agosto del 2007. Fino ad ottobre dello stesso anno, tuttavia, le Girl Friends non si sono esibite dal vivo, affermando che non volevano avere fan che le giudicassero solo per i loro balletti, invece che per le loro canzoni. Nel suo mese di pubblicazione, l'album vendette però solo 1 777 copie, e da allora non è più entrato in classifica.

## Discografia

### Album in studio
- 2006 – Another Myself
- 2007 – Addict 2 Times